# Leung Ting

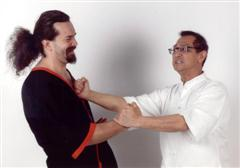
Leung Ting (rechts, 2011)

Leung Ting (chinesisch 梁挺, Pinyin Liáng Tǐng, Jyutping Loeng4 Ting5; kant. Aussprache etwa „Löng Ting“; * 28. Februar 1947, Hongkong) ist ein Vertreter der südchinesischen Kampfkunst Wing Chun, den er unter seinen in den USA geschützten Namen Leung Ting WingTsun (梁挺詠春) bzw. Leung Ting WingTsun Kung Fu (梁挺詠春功夫) vertritt. Er ist Gründer und Präsident der International Wing Tsun Association (IWTA).

## Leben
Nach eigenen Angaben lernte er Wing Chun seit seinem 13. Lebensjahr. Anfang 1960 begann er bei seinem ersten Lehrer Leung Sheung (梁相), der erste offizielle Schüler von Yip Man in Hongkong, Wing Chun zu lernen.

### WingTsun
Leung Ting verwendet für seinen Kampfkunststil die Eigenschreibweise WingTsun – zu beachten ist das fehlende Leerzeichen zwischen den Wörtern, die sich aus der nicht amtlich standardisierten Umschrift des Kantonesischen für die Kampfkunst Wing Chun (詠春 – „Preise den Frühling“) ableitet.
Darüber hinaus ist Leung Ting Vorsitzender der von ihm gegründeten, in Hongkong ansässigen, International WingTsun Association (IWTA). In dem von ihm eingeführten System der Graduierung hat er den höchsten Rang inne. Leung Ting hat und hatte zahlreiche Schüler auf der ganzen Welt, von denen viele selbst später eigene Schulen und Verbände nach Vorbild der IWTA gründeten. Einige dieser Verbände treten inzwischen als Konkurrenz zur IWTA auf und verwenden eigene, von ihnen als Marke geschützte Schreibweisen der Kampfkunst. Der kommerziell erfolgreichste seiner Schüler war der Deutsche Keith Kernspecht, welcher seinerseits die EWTO (Europäische Wing Tsun Organisation) als Zweig der IWTA gründete und leitete. Allerdings gibt es spätestens mit Kernspechts Tod ein deutliches Zerwürfnis und unterschiedliche Auffassungen über das Verhältnis zwischen IWTA und EWTO.

## Trivia
Im Jahre 2009 wurde Leung Ting von seiner damaligen Freundin Lip, Sik Ying Rita (聶式盈) wegen Misshandlung bzw. häuslicher Gewalt angeklagt. Am 29. April 2010 wurde er in zweiter Instanz von den Vorwürfen freigesprochen.

## Werke (Auswahl)
- Wing Tsun Kuen. Leung’s Publications, Hongkong 1978, ISBN 962-7284-01-7 (englisch).
- Roots & Branches of Wing Tsun. Leung’s Publications, Hongkong 2000, ISBN 962-7284-23-8 (englisch).
- Siu-Nim-Tau. Leung’s Publications, Hongkong 2002, ISBN 962-7284-74-2 (englisch).
- Cham-Kiu. Leung’s Publications, Hongkong 2002, ISBN 962-7284-75-0 (englisch).
- Biu-Tze. Leung’s Publications, Hongkong 2003, ISBN 962-7284-76-9 (englisch).